# Niphogeton ternata
Niphogeton ternata är en flockblommig växtart som först beskrevs av Carl Ludwig von Willdenow och Schltr., och fick sitt nu gällande namn av Mildred Esther Mathias och Lincoln Constance. Niphogeton ternata ingår i släktet Niphogeton och familjen flockblommiga växter. Inga underarter finns listade i Catalogue of Life.